# Dicranoloma bartramianum
Dicranoloma bartramianum är en bladmossart som beskrevs av Klazenga 1999. Dicranoloma bartramianum ingår i släktet Dicranoloma och familjen Dicranaceae. Inga underarter finns listade i Catalogue of Life.